# Лангурла
Лангурла́ (фр. Langourla, брет. Langourlae) — коммуна во Франции, находится в регионе Бретань. Департамент — Кот-д’Армор. Входит в состав кантона Коллине. Округ коммуны — Динан.
Код INSEE коммуны — 22102.

## География
Коммуна расположена приблизительно в 360 км к западу от Парижа, в 60 км западнее Ренна, в 37 км к юго-востоку от Сен-Бриё.

## Население
Население коммуны на 2008 год составляло 579 человек.
| 1962 | 1968 | 1975 | 1982 | 1990 | 1999 | 2008 |
| ---- | ---- | ---- | ---- | ---- | ---- | ---- |
| 967  | 895  | 765  | 690  | 631  | 609  | 579  |

## Климат
| Показатель                                              | Янв. | Фев. | Март | Апр. | Май  | Июнь | Июль | Авг. | Сен. | Окт. | Нояб. | Дек. | Год   |
| ------------------------------------------------------- | ---- | ---- | ---- | ---- | ---- | ---- | ---- | ---- | ---- | ---- | ----- | ---- | ----- |
| Средний суточный максимум, °C                           | 8    | 9    | 12   | 13   | 16   | 20   | 21   | 22   | 19   | 16   | 12    | 9    | 14,75 |
| Средняя температура, °C                                 | 6    | 6,5  | 8,5  | 9,5  | 12   | 15,5 | 17   | 18   | 15,5 | 13   | 9,5   | 7    | 11,5  |
| Средний суточный минимум, °C                            | 4    | 4    | 5    | 6    | 8    | 11   | 13   | 14   | 12   | 10   | 7     | 5    | 8,25  |
| Норма осадков, мм                                       | 80,6 | 52,4 | 47,9 | 64   | 57,2 | 35,8 | 49,7 | 42,6 | 48,4 | 82,9 | 78,1  | 87,2 | 726,8 |
| Источник: Données climatologiques de Lamballe 2000-2007 |      |      |      |      |      |      |      |      |      |      |       |      |       |

## Администрация
| Период | Период | Фамилия          | Партия       | Примечания |
| ------ | ------ | ---------------- | ------------ | ---------- |
| 1965   | 1977   | Матюрен Бедель   |              |            |
| 1977   | 1983   | Жорж Альбер      |              |            |
| 1983   | 2001   | Жан-Люк Монжарре | беспартийный |            |
| 2001   | 2008   | Лоик Робер       | беспартийный |            |
| 2008   | 2014   | Пьер де Лёз      | беспартийный |            |

## Экономика
В 2007 году среди 349 человек в трудоспособном возрасте (15—64 лет) 226 были экономически активными, 123 — неактивными (показатель активности — 64,8 %, в 1999 году было 71,8 %). Из 226 активных работали 206 человек (123 мужчины и 83 женщины), безработных было 20 (11 мужчин и 9 женщин). Среди 123 неактивных 29 человек были учениками или студентами, 67 — пенсионерами, 27 были неактивными по другим причинам.

## Достопримечательности
- Часовня Сент-Этроп (XVI век), бывшая церковь. Исторический памятник с 1965 года[6]
- Часовня Сен-Жиль (XV век)
- Часовня Сен-Жозеф
- Церковь Сен-Пьер (XIX век)

## Фотогалерея

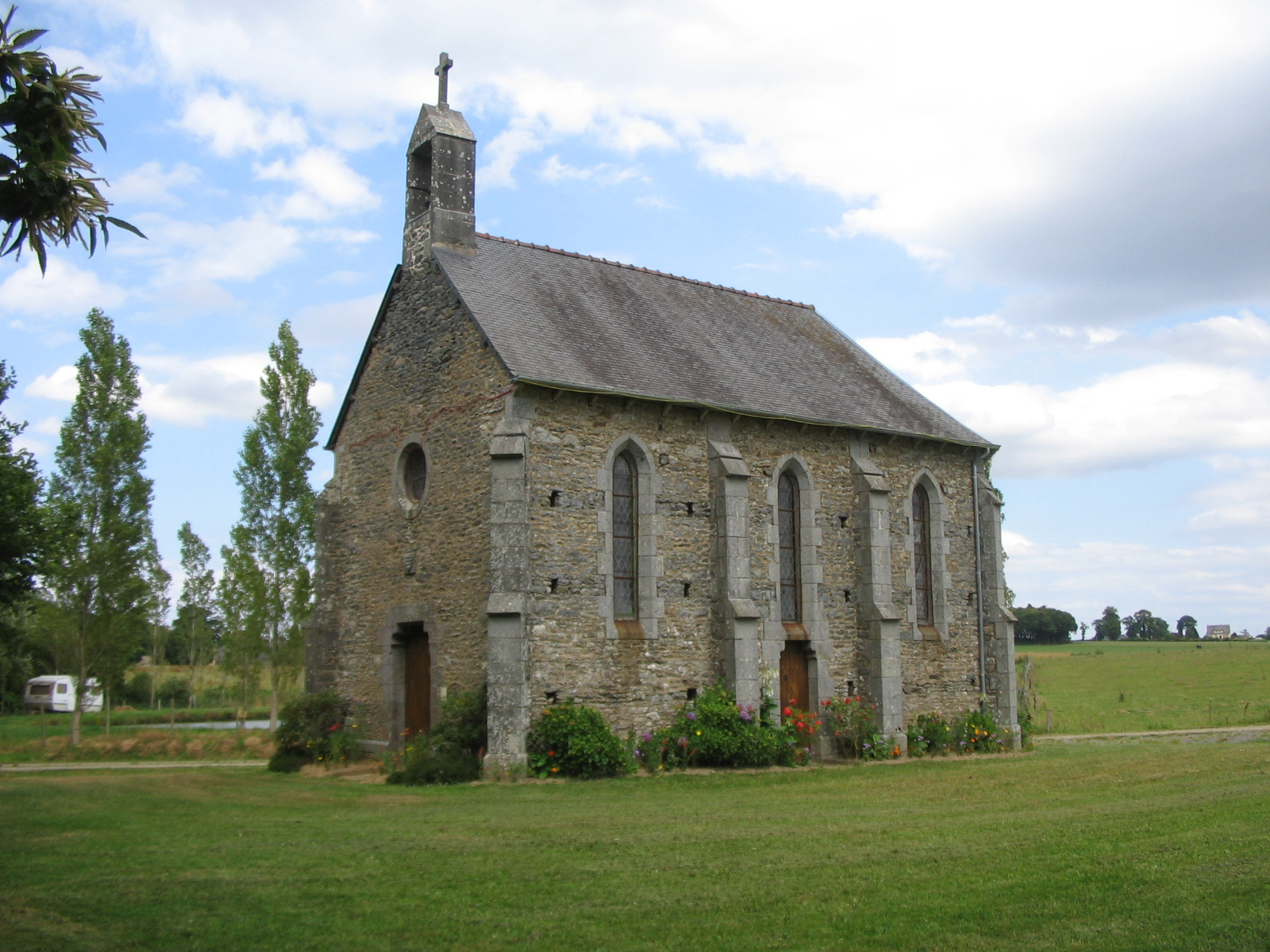
Часовня Сен-Жиль
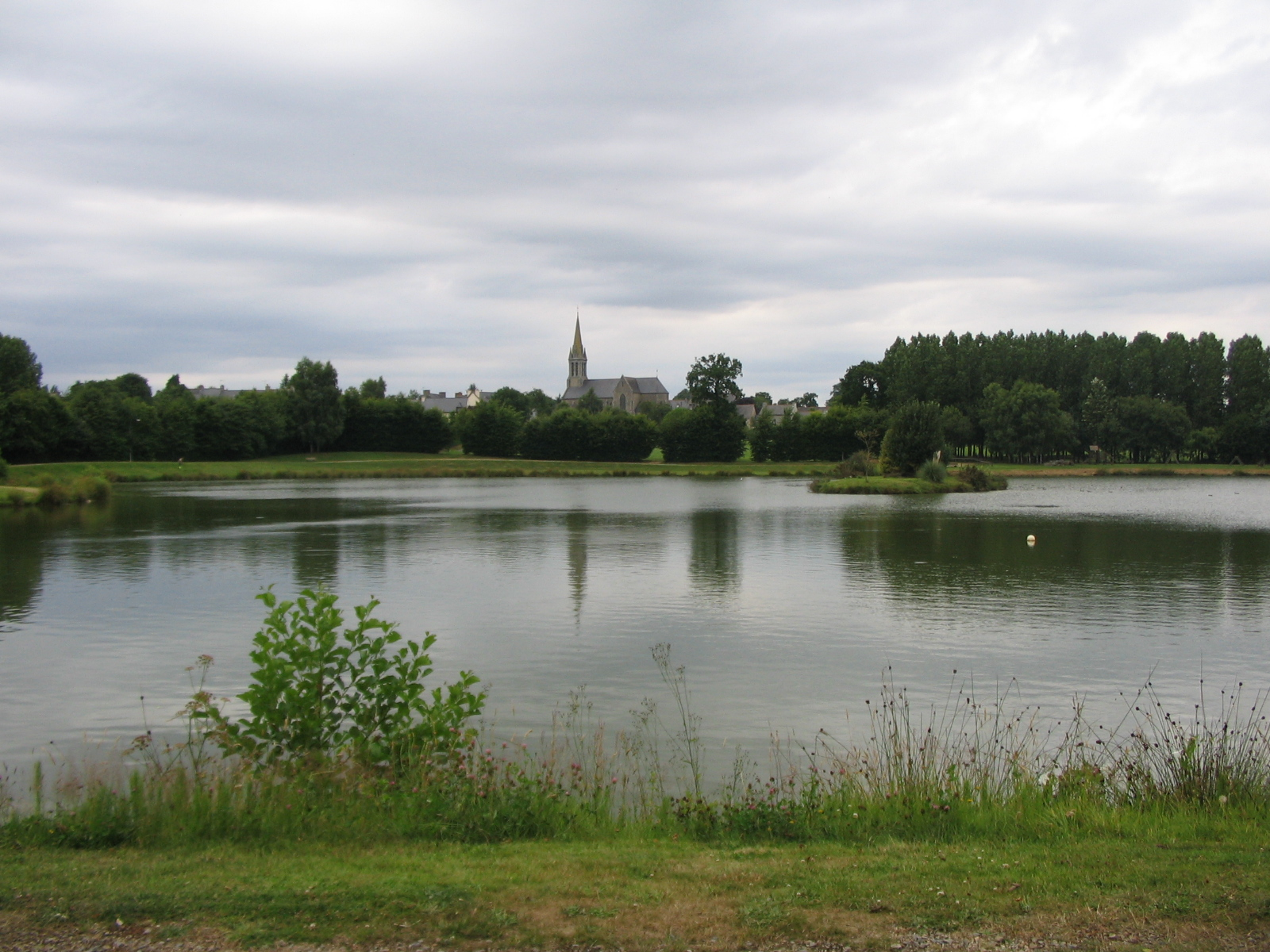
Озеро
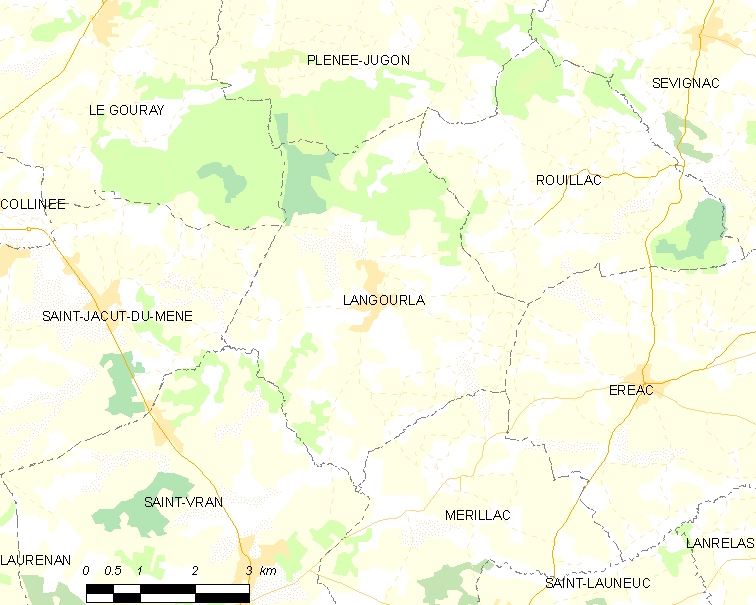
Карта коммуны